# Beneath (phim 2013)
Hồ thủy quái (tựa gốc: Beneath) là một bộ phim kinh dị năm 2013 của đạo diễn Larry Fessenden. Phim đã có buổi ra mắt đầu tiên trên thế giới tại Liên hoan phim Stanley vào ngày 3 tháng 5 năm 2013, và sau đó được phát sóng trên kênh Chiller. Hồ thủy quái có sự tham gia của các ngôi sao mới nổi như Daniel Zovatto, Bonnie Dennison và Chris Conroy trong vai những thanh thiếu niên phải chiến đấu chống lại một con thủy quái có hình dạng một con cá da trơn ăn thịt người để giành giật sự sống của cả đám. Câu chuyện bắt đầu với 6 thanh niên trung học tổ chức buổi tham quan pinic, khi chèo thuyền họ phát hiện ra một con cá ăn thịt người đang chực chờ tấn công họ và họ phải quyết định ai phải hy sinh để trở về bờ.

## Nội dung
Sáu học sinh trung học cùng nhau đi đến một hồ nước hẻo lánh trong ngày cuối cùng của năm học. Các bạn cử nhân tốt nghiệp này là: Johnny, thuộc kiểu người ít nói, bạn Kitty, nữ diễn viên triển vọng và đầy tham vọng chuyên sử dụng ngoại hình của mình để quyến rũ những kẻ đàn ông; cô Deb, bạn nữ của Kitty; và bạn Zeke, một nhiếp ảnh gia đáng ghét có tính ham chơi; rồi còn có Matt, bạn trai của Kitty và Simon, anh trai của Matt. Khi ở hồ, Johnny gặp một người đàn ông lớn tuổi (do Mark Margolis thủ vai) biết chuyện về người ông của mình, Ông già nói với anh ta rằng nên biết điều tốt hơn là dạo chơi trên hồ, nhưng Johnny nói rằng họ chỉ cần băng qua bờ bên kia.
Người đàn ông nhắc nhở rằng "những người bạn" của Johnny không phải hạng người tốt. Sự việc đúng như vậy khi những người bạn của Johnny phớt lờ lời cầu xin của anh ấy về việc phải ở lại trên con thuyền và thay vào đó thì họ rủ nhau đi bơi, tung tăng dưới nước, uống rượu, vô tư xả rác và chơi với pháo hoa. Họ nhanh chóng bơi trở lại thuyền sau khi cảm thấy một vật thể lớn chạm vào mình dưới nước. Họ cố gắng chèo thuyền trở lại bờ nhưng bị mất một mái chèo vuột xuống rơi vào dòng nước. Khi Deb đưa tay ra cố với lấy nó thì bất thình lình một con cá khổng lồ đã cắn lấy cô làm cô chảy máu và chết ngay sau đó. Cả nhóm cố gắng chèo vào bờ bằng một mái chèo còn lại nhưng con cá khổng lồ đã cắn nát mái chèo còn lại.
Trong lúc tuyệt vọng, họ ném xác Deb lên phía trên để đánh lạc hướng con cá và tiếp tục chèo bằng tay không, tuy nhiên, dự tính này chẳng thành công như mong đợi và cả nhóm vẫn bị mắc kẹt trên hồ cách bờ biển vài trăm thước, còn con thủy quái hung ác ghê tởm thì vẫn cứ lượn lờ chực chờ cả bọn. Khi cả nhóm hoảng sợ thì quay sang cãi vả lẫn nhau, Kitty cáo buộc Johnny vốn đã biết về con thủy quái vì anh đã cố gắng đưa cho cô một chiếc vòng cổ để bảo vệ trước đó nhưng đã bị cô từ chối vì nghĩ rằng đó là một cách bày tỏ tình yêu. Zeke cố gắng thuyết phục cả nhóm ném Johnny xuống con tàu. Chán ghét cả bọn, Johnny bất đắc chí phải nhảy xuống và bắt đầu bơi vào bờ nhưng bị cá truy đuổi và biến mất dưới nước.
Quá cuồng loạn và tuyệt vọng, Zeke bị Matt tức giận đằn lên tàu sau khi buộc tội Kitty ngủ với cả hai anh em. Máy ảnh GoPro của anh ấy vẫn đang ghi hình, Zeke được nhìn thấy đang bị cá ăn thịt, cánh tay có gắn máy ảnh vẫn được nhìn thấy nổi trên mặt nước. Từ trên bờ, Johnny bắt đầu lên một chiếc thuyền máy để giải cứu nhóm, nhưng sau khi chứng kiến số phận của Zeke, anh nói với họ rằng anh sẽ chỉ dùng dây để kéo thuyền đến nơi an toàn chứ không dại gì mà đem thuyền đến. Khi anh ném sợi dây, con cá dữ lại xuất hiện, nó va nện vào thuyền khiến nó quay mòng mòng và sợi dây quấn quanh cổ Johnny, siết cổ anh. Kitty được cho một cơ hội để cứu anh ta bằng cách cắt dây nhưng cô ấy do dự, dẫn đến Johnny dần chết ngạt vì bị siết cổ.
Kitty, Matt và Simon ném xác Johnny xuống nước để đánh lạc hướng, nhưng con cá lại chê không thịt anh. Bộ ba tranh cãi về những lời bóng gió trước đó của Zeke liên quan đến Kitty, và Matt tức giận ném cô ấy xuống hồ. Kitty bị hai người không cho đến gần thuyền, cô ấy phải cố bơi ra. Trong cơn điên loạn, hai anh em quay sang đánh nhau, và cuối cùng cả hai đều rơi xuống hồ nước. Simon bị thương ở đầu, làm tung tóe những giọt máu thu hút con cá lại, còn Matt, quan tâm đến sự an nguy của anh em mình hơn là con cá, bị Simon đạp xuống chỗ cá và bị nó ăn thịt, trong khi Simon cố bơi vào bờ. Trong khi đó, Kitty quan sát thấy thi thể của Johnny trôi nổi gần đó khi cô ngồi trên chiếc thuyền máy bị lật. Cô lấy chiếc vòng cổ mà anh đã tặng trước đây cho cô ra khỏi cổ và đeo nó vào. Con cá ngay lập tức bơi đến ăn cái xác của Johnny.
Tin rằng chiếc vòng cổ sẽ bảo vệ mình, Kitty bơi đến bờ và chạm trán với Simon đang trong tình trạng điên loạn và đã dìm cô xuống vực sâu bất chấp lời van xin của cô. Khi màn đêm buông xuống, Simon mình đẫm máu nhìn thấy ông già trước ánh đèn pha. Ông ta nghiêm nghị yêu cầu Johnny và Simon trả lời rằng mọi người đã chết và cần được giúp đỡ. Ông già nói rằng Johnny là một cậu bé tốt bụng và Simon cần phải quay trở lại hồ vì mọi chuyện chưa kết thúc với anh ta. Sau khi xem cảnh quay GoPro của Zeke và biết điều gì thực sự đã xảy ra, ông già bắn cảnh cáo Simon nhiều lần cho đến khi anh ta bị đuổi quay trở lại hồ nước. Simon cố gắng trốn thoát nhưng bị con thủy quái kéo dưới nước và bị nuốt chửng trong vùng nước tử thần này. Chiếc vòng cổ bằng nanh của Johnny được nhìn thấy trôi dạt vào bờ hồ, dính đầy vết máu.

## Diễn viên
- Bonnie Dennison vai Kitty
- Daniel Zovatto vai Johnny
- Jonny Orsini vai Simon
- Chris Conroy vai Matt
- Griffin Newman vai Zeke
- Mackenzie Rosman vai Deb
- Mark Margolis vai ông già

## Sản xuất
Kế hoạch quay bộ phim Hồ thủy quái lần đầu tiên được chính thức công bố vào năm 2012, với Daniel Zovatto và ban đầu được đặt tên là một trong những vai chính của phim. Quá trình quay phim diễn ra trong thời gian 18 ngày và Fessenden đã tự tay mình thiết kế con cá ăn thịt người này, vì ông muốn nó giống "một con cá thật chứ không giống một sinh vật gớm ghiếc". Fessenden gặp một số khó khăn khi quay phim, vì anh và các thành viên thủy thủ đoàn khác chỉ có những chiếc thuyền nhỏ. Anh ấy cũng sửa đổi rất nhiều kịch bản, loại bỏ một số cảnh hồi tưởng, nhằm cố gắng "giữ bộ phim trong con thuyền chật hẹp ngột ngạt". Một bộ truyện tranh kỹ thuật số dựa trên bộ phim được phát hành vào tháng 7 năm 2013 cũng có tựa đề là Beneath, phim khám phá câu chuyện đằng sau sự xuất hiện của loài cá da trơn và kể chi tiết về một nhóm khác mà loài cá khổng lồ này đã tấn công vào những năm 1960.